# Phthiracarus rapax
Phthiracarus rapax är en kvalsterart som först beskrevs av Berlese 1916.  Phthiracarus rapax ingår i släktet Phthiracarus och familjen Phthiracaridae. Inga underarter finns listade i Catalogue of Life.